# Hippopotamus (album)
Pour les articles homonymes, voir Hippopotamus.
Albums de Sparks
FFS
(2015) A Steady Drip, Drip, Drip
(2020)
Singles
1. Hippopotamus
Sortie : 25 mars 2017
2. What the Hell Is It This Time?
Sortie : 16 mai 2017
3. Edith Piaf (Said It Better Than Me)
Sortie : 29 juillet 2017

Hippopotamus est le vingt-troisième album studio du groupe américain de rock Sparks. Il est sorti en 2017 sur le label BMG.

## Fiche technique

### Chansons
Toutes les chansons sont écrites et composées par Ron Mael et Russell Mael.
| No  | Titre                                                     | Durée |
| --- | --------------------------------------------------------- | ----- |
| 1.  | Probably Nothing                                          | 1:21  |
| 2.  | Missionary Position                                       | 4:18  |
| 3.  | Edith Piaf (Said It Better Than Me)                       | 4:32  |
| 4.  | Scandinavian Design                                       | 4:10  |
| 5.  | Giddy Giddy                                               | 3:10  |
| 6.  | What the Hell Is It This Time?                            | 4:03  |
| 7.  | Unaware                                                   | 3:54  |
| 8.  | Hippopotamus                                              | 3:47  |
| 9.  | Bummer                                                    | 3:58  |
| 10. | I Wish You Were Fun                                       | 4:04  |
| 11. | So Tell Me Mrs. Lincoln Aside from That How Was the Play? | 4:00  |
| 12. | When You're a French Director (avec Leos Carax)           | 2:45  |
| 13. | The Amazing Mr. Repeat                                    | 2:59  |
| 14. | A Little Bit Like Fun                                     | 3:57  |
| 15. | Life with the Macbeths (avec Rebecca Sjöwall (en))        | 4:12  |

### Musiciens
- Russell Mael : chant

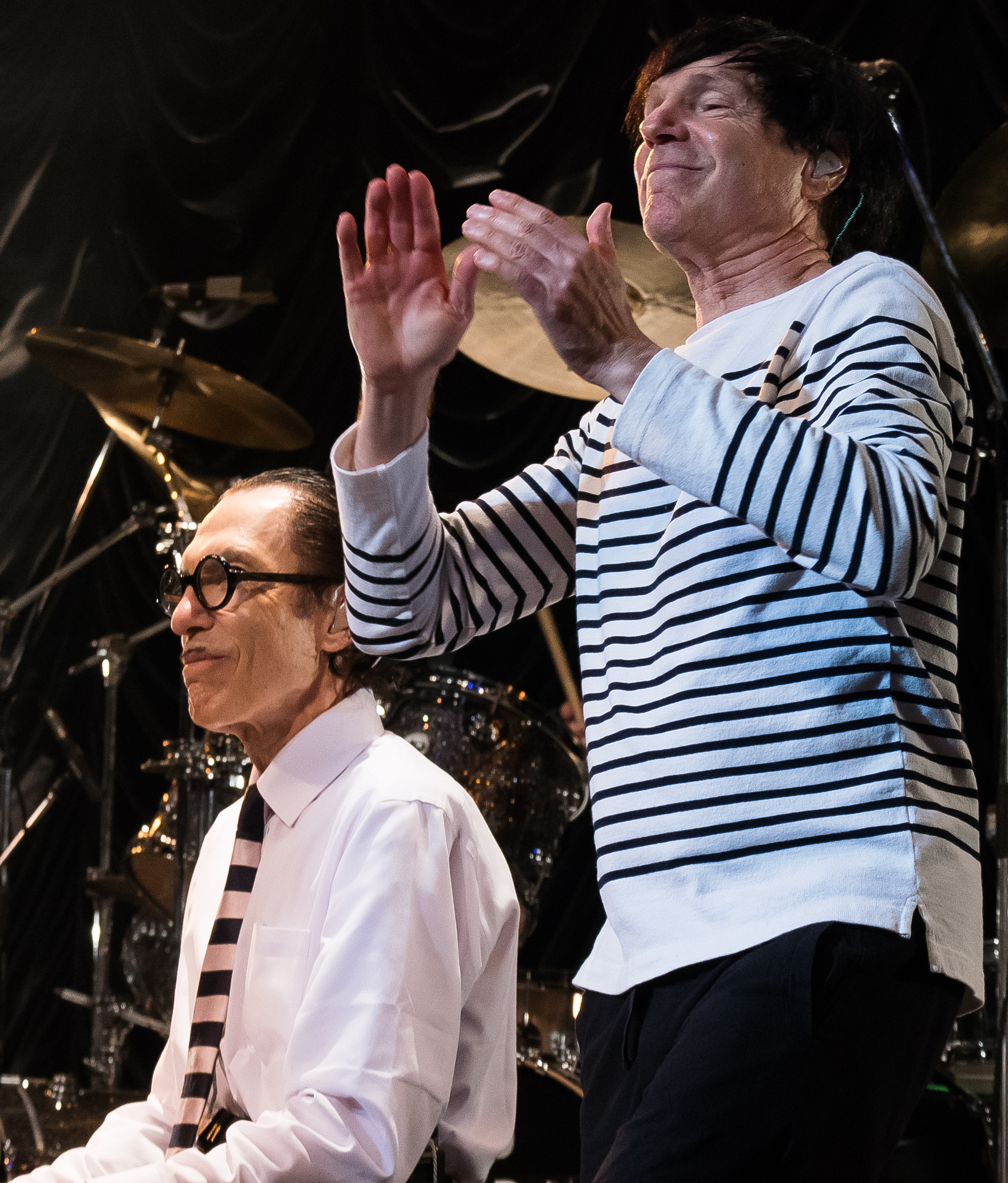
Ron et Russell Mael en 2017.

- Ron Mael : claviers, programmation, orchestrations
- Dean Menta (en) : guitare
- Steven Nistor (en) : batterie
- Leos Carax : chant et accordéon sur When You're a French Director
- Rebecca Sjöwall (en) : chant sur Life with the Macbeths

### Équipe de production
- Russell Mael : production, ingénieur du son,  mixage
- Ron Mael : production, mixage

### Classements et certifications
| Pays (classement)             | Meilleure position |
| ----------------------------- | ------------------ |
| Allemagne (Media Control AG)  | 88                 |
| Belgique (Flandre Ultratop)   | 104                |
| Belgique (Wallonie Ultratop)  | 32                 |
| France (SNEP)                 | 60                 |
| Pays-Bas (Mega Album Top 100) | 38                 |
| Royaume-Uni (UK Albums Chart) | 7                  |
| Suède (Sverigetopplistan)     | 45                 |